# ナンバーワン戦隊ゴジュウジャー 復活のテガソード
『ナンバーワン戦隊ゴジュウジャー 復活のテガソード』（ナンバーワンセンタイゴジュウジャー ふっかつのテガソード）は、2025年7月25日に公開された日本の映画作品。同時上映作品は『仮面ライダーガヴ お菓子の家の侵略者』。

## 概要
特撮テレビドラマ「スーパー戦隊シリーズ」の『ナンバーワン戦隊ゴジュウジャー』の初の単独映画作品。
監督は田﨑竜太、脚本はテレビシリーズのメインライターである井上亜樹子が担当する。映画ゲストには中川翔子、サンシャイン池崎、ゴー☆ジャス、てつや（東海オンエア）が参加。

## あらすじ
テガソードが、ユニバース大戦で戦った厄災の残党であるペスティスによって倒された。
ゴジュウジャーたちはテガソードの核となる指輪を奪い返して復活させるため、ペスティスが潜むテガソードの体内へと入る。

## 登場人物
純太（）
客として「テガソードの里」に来ていた青年。
ゴセイレッド
純太がエンゲージする戦士。

女性
アンパンが好きな女性。モリスたちに街で襲われる。
デンジレッド
女性がエンゲージする戦士。

てつや
アイドルと結婚したいという青年。
デカレッド
てつやがエンゲージする戦士。

人気タレントたち
撮影現場で待機中の人気タレントたち。熱海常夏が現場へ激励にやってくる。
ゴーカイレッド、ドンモモタロウ
人気タレントたちがエンゲージする戦士。

おばあちゃん3人組
客として「テガソードの里」に来ていた禽次郎と同年代の元気なおばあちゃんたち。
ニンジャレッド、アカニンジャー、ハリケンレッド
おばあちゃん3人組がエンゲージする戦士。

### 深淵なる厄災クラディス
テガソードとかつてのユニバース大戦で戦った世界を滅ぼすほどの力を持つ存在。一部の残党は生き残っており、首領の復活を目論む。世界の破滅を目論む存在であるため、ゴジュウジャーとブライダンの共通の敵となっている。
ペスティス
深淵なる厄災クラディスの一角。敵にウィルスを撒き散らして苦しめる。ユニバース大戦を生き残り、蘇った残党で、霧状に身体を変化させてテガソードの体内に侵入し、テガソードのコアとなる指輪を飲み込む。吠からは「ペスカトーレ」「ヘルペス」と間違えられる。

モリス
ペスティスによって繰り出される、歴代のスーパー戦隊と戦った悪の組織の戦闘員たち。

## キャスト
- 遠野吠 / ゴジュウウルフ - 冬野心央[1]
- 百夜陸王 / ゴジュウレオン - 鈴木秀脩[1]
- 暴神竜儀 / ゴジュウティラノ - 神田聖司[1]
- 猛原禽次郎 / ゴジュウイーグル - 松本仁[1]
- 一河角乃 / ゴジュウユニコーン - 今森茉耶[1]
- 熊手真白 / ゴジュウポーラー - 木村魁希[1]
- クオン / リングハンター・ガリュード - カルマ[1]
- ファイヤキャンドル - 三本木大輔[1]
- ブーケ - まるぴ[1]
- 飯島碧 - 湯田幸希
- 熱海常夏 - 七瀬公[7]
- 男性 - 加藤亮佑
- おばあちゃん - 水野千春
- 純太 - 本島純政[8]
- 中川翔子[3]
- サンシャイン池崎[3]
- ゴー☆ジャス[3]
- てつや（東海オンエア）[3]
- 飯島佐織 - 中越典子[1]

### 声の出演
- テガソード - 梶裕貴[1]
- ペスティス - 速水奨[1]
- テガジューン - ゆかな
- ベアックマ - KENN[1]
- Mr.シャイニングナイフ - 杉田智和
- Mrs.スイートケーク - 上田麗奈
- バトルボイス - 駒田航

### スーツアクター
- ゴジュウウルフ - 浅井宏輔
- ゴジュウレオン - 塚越靖誠
- ゴジュウティラノ - 榮男樹
- ゴジュウイーグル - 寺本翔悟
- ゴジュウユニコーン - 下園愛弓
- ゴジュウポーラー - 中田裕士
- テガソード - 藤田洋平
- リングハンター・ガリュード - 齊藤謙也
- Mr.シャイニングナイフ&Mrs.スイートケーク - 今井靖彦
- 森博嗣
- デカレッド[9] - 竹内康博
- 高田将司
- 神尾直子
- 宮澤雪
- 酒井菜々子
- 井口尚哉
- 菅野聖
- 鍜治洸太朗
- 梶山翔太郎
- 永徳
- 坂梨由芽
- 林本奈々
- 五十嵐睦美
- 上平田結花[注釈 1]
- 渡辺実
- 杉森功明
- 髙橋連
- 村岡弘之
- 蔦宗正人
- 杉森菜摘
- 赤座夏希
- 島智宏
- 能登春希
- 菊地雄人
- 細川晃弘
- 八重樫俊平
- 成尾征吾
- 煤孫新之助
- 菅野充
- 岡田ひかる
- 森山大志
- 矢部敬三
- 堀内敬太
- 釘宮愛弥

## スタッフ
- 原作 - 八手三郎
- Special Thanks - 石ノ森章太郎
- 脚本 - 井上亜樹子[1][10]
- 音楽 - 沢田完[10]
- 製作 - 吉村文雄（東映）、西新（テレビ朝日）、高木勝裕（東映アニメーション）、金子保之（東映ビデオ）、柴田邦彦（ADKエモーションズ）、村松秀信（東映エージエンシー）、古澤圭亮（バンダイ）
- 企画 - 出目宏（東映）、服部宣之（テレビ朝日）、井上貴博（東映アニメーション）、佐藤現（東映ビデオ）、志村章（ADKエモーションズ）、長橋丈二（東映エージエンシー）、佐野純子（バンダイ）
- 撮影 - 上赤寿一
- 照明 - 堀直之
- 録音 - 中山寿範
- 美術 - 田中涼
- 編集 - 若松広大
- スクリプター - 高山秀子
- 助監督 - 宮﨑駿
- 制作担当 - 石切山義貴
- ラインプロデューサー - 伊場野高嗣
- 製作プロダクション - 東映テレビ・プロダクション
- アクション監督 - 福沢博文[10]
- 特撮監督 - 佛田洋[10]
- 映画「ガヴ・ゴジュウジャー」製作委員会（東映、テレビ朝日、東映アニメーション、東映ビデオ、ADKエモーションズ、東映エージエンシー、バンダイ）
- 監督 - 田﨑竜太[1][10]

## 音楽
オープニング・テーマ「WINNER!ゴジュウジャー!」
作詩・作曲 - 玉屋2060% / 編曲・歌 - Wienners / 振付 - 彩木エリ

## 制作
テガソードの体内を5人が巡るのは、鎌倉大仏の「胎内めぐり」をヒントにしている。田﨑は映画『ガメラ対大魔獣ジャイガー』（1970年）と、最近ヒットしたある映画を参考にしている。
テガソードの体内での試練の種目の1つである「文字合わせクイズ」はテレビのバラエティ番組をヒントに考えられ、当初は「バナナの皮」がクイズの答えであったが、初代のスーパー戦隊である『秘密戦隊ゴレンジャー』と縁の深い「カシオペア」となった。
監督の田﨑は、厄災がブライダンにとっての敵でもあるため、本作品でのブライダンの立ち位置は映画ドラえもんのジャイアンのような立ち位置であるとしている。

## プロモーション

### 前売券
特典付きムビチケ前売券
2025年4月25日10時からムビチケにて発売。第1弾の特典として「スペシャルキーホルダー」、5月30日より発売の第2弾の特典としてスーパー戦隊50周年記念ビジュアルの「ミニポスター」が付いてくる。

### 入場者プレゼント
劇場限定！ステッカー付ゴチゾウBOOK
入場者プレゼント第1弾。公開初日の2025年7月25日より配布開始。全国合計30万冊で配布される。

センタイリング（ゴジュウジャー&ガヴ 夏映画ver.）
入場者プレゼント第2弾。2025年8月8日より配布開始。全国合計15万個限定で配布される。

### イベント・キャンペーン
映画公開記念 クイズラリー
2025年6月27日7時から8月31日23時までの期間、一部を除く全国の映画館で本作品の公開を記念したクイズラリーを開催。映画館や近隣施設に掲示されたポスターに記載のQRコードを読み取り、特設サイトをスタッフに提示すると映画オリジナルステッカーが先着で貰えるほか、映画館周辺に掲示されたクイズポスターの問題を解き特設サイトから応募すると抽選で総計17名に豪華賞品が当たる。